# Botolphs
Botolphs – wieś w Anglii, w hrabstwie West Sussex, w dystrykcie Horsham. Leży 34 km na wschód od miasta Chichester i 72 km na południe od Londynu.